# Коста дю Рельс, Адольфо
Адольфо Коста дю Рельс (исп. Adolfo Costa du Rels; 19 июня 1891 — 26 мая 1980) — боливийский писатель
 и дипломат, ставший последним президентом Совета Лиги Наций. Он был автором многих пьес, романов и других произведений, в основном на французском языке, и получил несколько литературных премий.

## Ранние годы
Адольфо Коста родился в Сукре в 1891 году. Его отец был французским инженером с Корсики; его мать, Амелия дю Рейс-и-Медейрос, была боливийкой. Семья вернулась на Корсику, когда ему было восемь лет. В возрасте десяти лет его отправили в колледж Феш в Аяччо на Корсике. Позже он учился в университете Экс-ан-Прованса, а затем изучал литературу и право в университете Париж-Сорбонна . В своем испаноязычном эссе 1941 года «El Drama del escritor bilingue» [Драма двуязычного писателя] Коста дю Рельс описал «лингвистическую травму», возникшую в результате того, что он был носителем испанского языка, но получал образование на французском.
Коста дю Рельс вернулся в Боливию в 1912 году. В Боливийском Ориенте была обнаружена нефть, и как выходец из элиты Сукре, он получил возможность вести разведку нефти в регионе. Потратив на это несколько лет, он стал одним из самых богатых нефтяных операторов в стране. В 1914 году он стал секретарём Нефтяного синдиката Инкауаси, а к 1916 году ему принадлежали права на общую площадь в 500 000 гектаров. Позже он использовал этот опыт в качестве основы для своего романа Tierra hechizadas («Заколдованные земли»).

## Дипломат
Коста дю Рельс поступил на дипломатическую службу в 1917 году и был прикреплен к посольству Боливии во Франции. Затем он был назначен временным поверенным в делах Боливии в Чили. На какое-то время он был избран заместителем боливийского правительства, затем стал советником посольства Боливии во Франции. В 1928 году он был делегатом Боливии на Панамериканской конференции в Гаване, где был докладчиком Гаванской конвенции о защите художественной собственности и авторских прав, а затем был делегатом Боливии в Международном институте интеллектуального сотрудничества.
Коста дю Рельс был назначен боливийским делегатом в Женевской Ассамблее Лиги Наций, а в 1930 году был вице-президентом 11-й Ассамблеи лиги. В 1931 году он был назначен членом Постоянного комитета искусств и литературы. В январе 1927 года правительство Боливии присоединилось к протоколу Женевской конвенции о торговле опиумом и другими наркотиками, с оговорками в отношении коки как относительно мягкого наркотика, который веками использовался местным населением. Эти оговорки были включены в законодательство Боливии в 1932 году. Коста дю Рельсу предоставили множество брошюр о коке, чтобы помочь ему защитить позицию Боливии в Лиге Наций. В 1933 году он обратился за «советом к промышленникам и землевладельцам юнги» относительно новых шагов по защите коки. Аргументы включали экономическую и культурную ценность этой культуры, использование которой является давней традицией среди боливийцев.

### Чакская война
В июле 1932 года продолжающийся спор между Боливией и Парагваем по поводу территории Гран-Чако перерос в вооружённый конфликт. В сентябре того же года Лига Наций создала комитет из трёх человек с делегатами из Ирландии, Испании и Гватемалы для расследования конфликта. Глава комитета Шон Лестер безуспешно пытался согласовать позиции делегатов двух стран в Лиге Наций: Косты дю Рельса и Рамона Кабальеро де Бедойя из Парагвая.
В июне 1933 года Коста дю Рельс написал Генеральному секретарю Лиги Наций, указав на большое военное значение порта на реке Парагвай Пуэрто-Касадо, который использовался как база для парагвайских войск и как пункт снабжения. Этим он оправдал бомбардировку города Боливией с воздуха, отрицая при этом факт нападения на сельскохозяйственные поселения. Он заявил Лиге, что эта территория принадлежала Боливии с 1810 года, но Парагвай якобы тайно оккупировал этот регион, воспользовавшись своим выгодным географическим положением. Он призвал к арбитражу для установления границ.
Война с большими человеческими жертвами с обеих сторон продолжалась ещё в течение двух лет. В конце концов, когда в июне 1935 года между двумя измученными странами велись переговоры о прекращении огня, Парагвай контролировал большую часть спорной территории. По перемирию 1938 года Парагваю были переданы три четверти территории Чако-Бореаль. По иронии судьбы (поскольку война велась из-за предполагаемых запасов нефти и газа), позже выяснилось, что в парагвайском секторе месторождений не нашлось, в отличие от боливийского.

### Вторая мировая война
Коста дю Рельс был назначен полномочным послом (министром) в Швейцарии и Ватикане в период 1937—1943 годов. Когда разразилась Вторая мировая война, Коста дю Рельс вскоре (в 1940 году) стал президентом Совета Лиги Наций и оказался последним человком, занимавшим этот пост. Лига была формально распущена только после Второй мировой войны, когда её уже сменила Организация Объединённых Наций. В июле 1940 года Коста дю Рельс поддержал назначение генеральным секретарем Лиги Шона Лестера — дипломата, с которым когда-то вёл переговоры во время конфликта в Гран-Чако. Коста дю Рельс был послом Боливии в Аргентине с 1943 по 1944 год.

### После войны
10 января 1946 года Коста дю Рельс присутствовал на заседании Генеральной Ассамблеи Организации Объединенных Наций, где обсуждался вопрос о распоряжении активами Лиги Наций, президентом которой он все ещё формально был. Коста дю Рельс стал министром иностранных дел и культов Боливии в 1948 году. На этом посту он безуспешно пытался добиться поддержки со стороны Соединённых Штатов для повышения цен на боливийское олово, ранее зафиксированных на относительно низком уровне. С 1948 по 1952 год Коста дю Рельс был послом Боливии во Франции. В 1973 году он был послом Боливии при ЮНЕСКО. Большую часть своей жизни Коста дю Рельс проживал в Париже. По мнению герцогини де Ларошфуко, Коста дю Рельс имел право говорить о себе, как и Жозеф де Местр: «Нет иностранца более французского, чем я». Коста дю Рельс умер в Ла-Пасе в 1980 году.

## Литературный труд и признание
Коста дю Рельс писал (на французском и испанском языках) стихи, пьесы, романы, рассказы и эссе. Его пьеса Les étendards du roi («Королевские штандарты») была поставлена в Париже в 1956 году. Испанская версия Los estandartes del rey была исполнена в Ла-Пасе в 1968 году. В 1972 году спектакль был удостоен премии Гюльбенкяна — награды, вручаемой лучшим драматургам латинского мира. Среди других его известных пьес — Les Forces du Silence («Силы молчания»), поставленные в 1944 году в Буэнос-Айресе, «El Signo del fuego» («Знак огня») (1957) и «El quinto jinete» («Пятый всадник») . 1963). Его эссе Los cruzados de alta mar («Глубоководные переходы») получило премию Ривароля в Париже в 1954 году. В нём описывалось его прощание с Парижем в мае 1940 года накануне нацистской оккупации.
Некоторые из его рассказов, такие как La Misk’isimi (кечуа: миски = сладкий, мёд + simi = рот, слово, язык), исследовали тематику коренных боливийцев. Эта история появилась во французском сборнике 1928 года La hantise de l’or («Заклинание золота»), опубликованном в 1948 году на испанском языке под названием El embrujo del oro. Эта история и ещё одна из той же книги — Plata del Diablo («Серебро дьявола»), в которой рассказывается о геологоразведке в Андах, — были объединены с его романом 1973 года Los Andes no Creen en Dios («Анды не верят в Господа») для сюжета фильма 2007 года Los Andes no creen en Dios с Диего Берти и Карлой Ортис в главных ролях.
Коста дю Рельс был удостоен множества наград, в том числе Национальной премии в области литературы 1976 года и Большого креста Ордена Андского Кондора. Он был произведён в офицеры Французского Почетного легиона и был членом академий истории Аргентины и Боливии. Он был членом Боливийской академии литературы. Гильермо Франсович говорил о нём, что хотя он и писал по-французски, но по существу был глубоко боливийским писателем, и наиболее характерные его произведения были посвящены боливийским темам. В 1973 году он был номинирован на Нобелевскую премию по литературе председателем Боливийского ПЕН-центра Умберто Палса (1900—1975).